# クリスティーネ・エラート
クリスティーネ・エラート（Christine Errath、1956年12月29日 - ）は、旧東ドイツ出身の女性フィギュアスケート選手。1976年インスブルックオリンピック女子シングル銅メダリスト。1974年世界フィギュアスケート選手権優勝。

## 経歴
- 1972年札幌オリンピックに出場し8位。
- 1973年、1974年、1975年ヨーロッパフィギュアスケート選手権優勝。1976年の同大会ではディアンネ・デ・レーブ、アネット・ペッチに次ぐ3位に終わった[1]。
- 1974年世界フィギュアスケート選手権優勝。
- 1976年インスブルックオリンピックで銅メダルを獲得。

## 主な戦績
| 大会/年        | 1968-69 | 1969-70 | 1970-71 | 1971-72 | 1972-73 | 1973-74 | 1974-75 | 1975-76 |
| -------------- | ------- | ------- | ------- | ------- | ------- | ------- | ------- | ------- |
| オリンピック   |         |         |         | 8       |         |         |         | 3       |
| 世界選手権     |         |         | 9       | 10      | 3       | 1       | 3       | 2       |
| 欧州選手権     | 18      |         | 7       | 5       | 1       | 1       | 1       | 3       |
| 東ドイツ選手権 | 3       | 3       | 2       | 2       | 2       | 1       | 1       |         |